# Anisozyga textilis
Anisozyga textilis là một loài bướm đêm trong họ Geometridae.